# Ottilie Metzger-Lattermann
Ottilie Metzger-Lattermann, precedentemente nota come Ottilie Metzger-Froitzheim (Francoforte sul Meno, 15 luglio 1878 – Campo di concentramento di Auschwitz, febbraio 1943), è stata un contralto tedesca.
Era una famosa interprete delle opere di Wagner durante gli anni dieci.

## Biografia

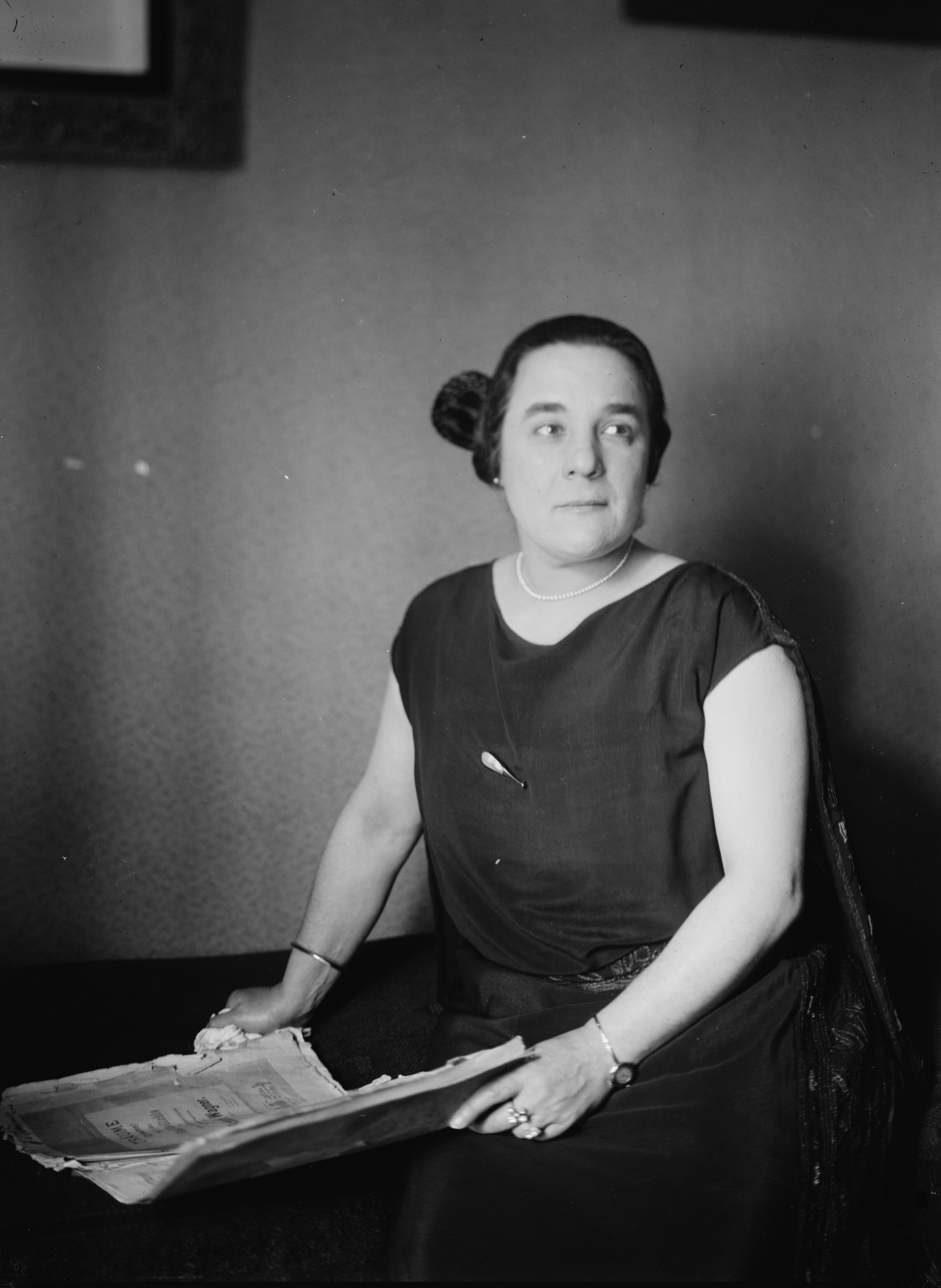
Ottilie nel 1900

Metzger nacque a Francoforte. Il suo primo marito fu lo scrittore Clemens Froitzheim. Ad Amburgo durante gli anni 1910 incontrò il basso-baritono Theodor Lattermann che divenne il suo secondo marito. Dal 1901 al 1912, ha cantato al Festival di Bayreuth, dove la sua Erda ne L'anello del Nibelungo fu molto apprezzata.
Fu allieva di Selma Nicklass-Kempner, Georg Vogel e Emanuel Reicher (recitazione). Il suo debutto avvenne nel 1898 a Halle, e in seguito fu ingaggiata a Colonia, poi dal 1903 al 1915, divenne primo contralto con l'Opera di Stato di Amburgo e cantò al fianco di Enrico Caruso. Poi seguirono Dresda, il Festival di Bayreuth, l'Opera di Stato di Vienna, San Pietroburgo, Praga, l'Opera di Zurigo, Amsterdam, Monaco, Budapest, la Royal Opera House di Covent Garden e le tournée con il direttore d'orchestra Leo Blech negli Stati Uniti. Questa carriera fu interrotta nel 1925 con la malattia di Theodor che morì il 4 marzo 1926 a 46 anni. Dal 1927 insegnò canto al Conservatorio Stern a Berlino, dove lei stessa aveva studiato.
Metzger-Lattermann ha continuato a recitare come cantante di Lieder, spesso accompagnata da Richard Strauss e Hans Pfitzner. Ha tenuto i suoi ultimi concerti nel 1933 con Bruno Walter a Berlino e Otto Klemperer a Dresda, con l'avvento al potere di Hitler.
Dopo il 1933, sotto il regime nazista, Metzger-Lattermann ha continuato a esibirsi per il pubblico ebraico, almeno in una occasione in una serata Lieder con il baritono Erhard Wechselmann, che morì anch'egli ad Auschwitz.
Nel 1933, l'impresario teatrale americano George Blumental (ex socio di Oscar Hammerstein I, che nel 1917 si era occupato di allestire spettacoli teatrali per le truppe americane a Parigi), cercò di organizzare con Georg Hartmann, Arthur Hirsch, la presenza del direttore Blech e un gruppo di 12 cantanti lirici ebrei, la rappresentazione de L'anello del Nibelungo di Wagner a New York. L'assistente di Hirsch, Otto Metzger, era il fratello di Ottilie e Ottilie era nella lista. I piani di Blumental non portarono a nulla, in parte a causa della indisponibilità di Blech, Klemperer e Walter.

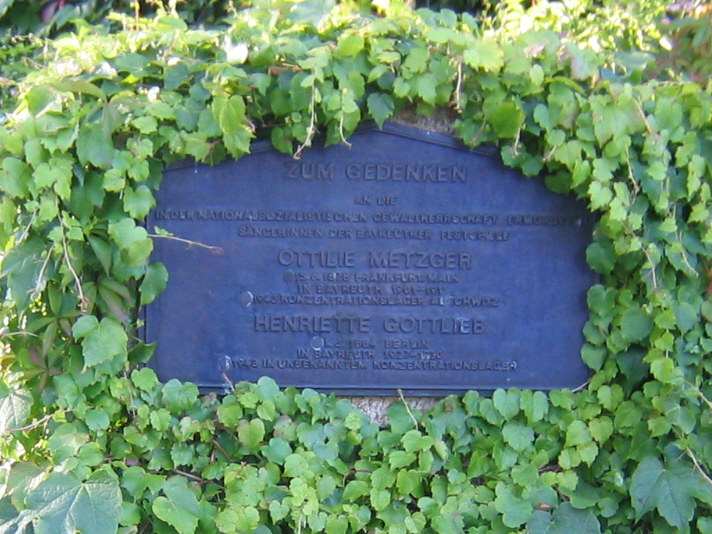
Memoriale, Festival Park Bayreuth

Metzger-Lattermann e sua figlia fuggirono a Bruxelles nel 1939, ma in seguito furono catturate e deportate dai nazisti nei campi. È morta ad Auschwitz. Le circostanze esatte della morte di lei stessa e di sua figlia sono rimaste sconosciute.

## Memoriale di Bayreuth
Durante gli anni '70, un libraio antiquario di Bayreuth, Peer Baedeker fece una petizione a Winifred Wagner per una targa a "Richard Breitenfeld, Henriette Gottlieb, Ottilie Metzger-Lattermann - Onorati come cantanti del festival - Uccisi nei campi di concentramento nazisti" da installare a Bayreuth.

## Registrazioni
- Richard Wagner, Siegfried, "Stark ruft das Lied" (1908), Opera Nederland, profile, photo, su operanederland.nl. URL consultato il 15 maggio 2019 (archiviato dall'url originale il 19 dicembre 2010).